# Вронецкая, Йоанна
Йоанна Вронецкая (пол. Joanna Wronecka; род. 30 марта 1958, Кротошин, Великопольское воеводство) — польский дипломат. Специальный координатор ООО по Ливану с 1 апреля 2021 года. В прошлом — постоянный представитель Польши при ООН (2017—2021), глава делегации Европейского Союза в Иордании (2011—2015), посол Польши в Марокко (2005—2010), в Египте (1999—2003), посол-нерезидент в Судане (2000—2003) и Мавритании (2006—2010). Награждена рыцарским крестом Ордена Возрождения Польши (2010).

## Биография
Родилась 30 марта 1958 года в Кротошине.
Окончила Варшавский университет, получила степень магистра арабской филологии. В 1985 году получила докторскую степень (PhD) по арабской философии. Проводила исследования по Среднему Востоку и исламским вопросам во французском исследовательском центре CEDEJ в Каире и в Польской академии наук.
В 1993 году поступила на дипломатическую службу, работала экспертом. В 1996—1998 годах — заместитель директора департамента системы ООН, в 1998—1999 годах — директор департамента Африки и Среднего Востока. В 1999—2003 годах — посол Польши в Египте, параллельно посол-нерезидент в Судане (2000—2003). В 2003—2005 годах — глава секретариата министра иностранных дел. В 2005—2010 годах — посол Польши в Марокко, в 2006—2010 годах — параллельно посол-нерезидент в Мавритании. В 2011—2015 годах в рамках Европейской службы внешних связей возглавляла делегацию Европейского Союза в Иордании. 26 ноября 2015 года назначена заместителем министра иностранных дел Польши, ответственным за помощь в целях развития, отношения со странами Африки и Среднего Востока, а также вопросы, связанные с Организацией Объединенных Наций и правами человека.
В ноябре 2017 года Вронецкая стала постоянным представителем Польши при ООН, в том числе во время членства Польши в Совете Безопасности ООН (2018—2019).
1 апреля 2021 года Генеральный секретарь ООН Антониу Гутерриш назначил Вронецкую специальным координатором ООН по Ливану в Управлении UNSCOL. Сменила Яна Кубиша из Словакии.
Свободно говорит на арабском, английском, французском и польском языках. 